# DS Gruppen
DS Gruppen A/S er en dansk producent af byggematerialer samt byggevirksomhed med hovedkvarter i Hobro. Koncernen består af 4 datterselskaber: DS Stålprofil fremstiller stålprofiler til tag og facade. DS Stålkonstruktion producerer solide stålkonstruktioner til forskelligt byggeri. DS Elcobyg fremstiller betonelementer til byggeri. DS Flexhal opfører erhvervsbyggerier i stål og beton. Virksomheden blev etableret i 1971, og den har i flere år været ejet af familien Møller Hansen. I 2022 blev DS Gruppen solgt til den tyske byggekoncern Goldbeck. I 2023 havde DS Gruppen en årsomsætning på 2 mia. kroner, og der var 621 ansatte.